# マタ逢ウ日マデ
『マタ逢ウ日マデ』（またあうひまで）は、RIP SLYMEのインディーズ5枚目のシングル。2000年11月23日 発売。

## 概要
メジャーデビュー前のRIP SLYMEが最後にリリースした作品。また、20世紀最後の作品でもある。ジャケットのデザインはPESが手がけた。
オリコンシングルチャートで初登場95位を記録、わずか1週のみだが初のチャートインを果たした。
前作までのインディーズ時代の楽曲は2003年に発売した『YAPPARIP』に収録されているが、『YAPPARIP』はインディーズレーベルのファイルレコードから発売されているため、メジャー作品にインディーズ時代の楽曲が収録されているのは「マタ逢ウ日マデ」のみである。
当初はインディーズレーベルのワーナーインディーズネットワークから発売されていたが、メジャーデビュー後の2001年8月29日発売分からイーストウエスト・ジャパンにレーベルが変更されている。そのため、レーベル元がワーナーインディーズネットワークの本作は既に廃盤となっている。

## 収録曲
1. マタ逢ウ日マデ
（作詞：RYO-Z, ILMARI, PES, SU　作曲：Tomoyuki Tanaka and DJ FUMIYA）
『FMミュージックスクエア』のエンディングテーマ。
歌詞・曲共にクリスマスを意識したクリスマスソング。インディーズ時代の楽曲ながら、クリスマスライブではほぼ確実に演奏される。アルバム『FIVE』収録。
2. 完全試合
（作詞：RYO-Z, ILMARI, PES, SU　作曲：DJ FUMIYA）
タイトル通り、野球をテーマにした曲。アルバム未収録。
3. &&&
（作詞：RYO-Z, ILMARI, PES, SU　作曲：PES）
アルバム未収録。